# Peter Rummenhöller
Peter Rummenhöller (* 22. April 1936 in Wuppertal; † 3. Juni 2023 in Berlin) war ein deutscher Musikwissenschaftler und Pianist.

## Leben und Werk
Peter Rummenhöller studierte von 1956 bis 1958 Klavier und Musiktheorie an der Musikhochschule Saarbrücken und von 1956 bis 1963 Musikwissenschaft an der Universität Saarbrücken. An letzterem Institut schloss er 1963 seine Studien mit der Dissertation über Moritz Hauptmann als Theoretiker. Eine Studie zum erkenntniskritischen Theoriebegriff in der Musik (Wiesbaden 1963) ab.
1964 wurde er Dozent an der Staatlichen Hochschule für Musik in Stuttgart. 1972 wurde er ordentlicher Professor für Musikwissenschaft, Musiksoziologie und Musikpädagogik an der Pädagogischen Hochschule Berlin.
Nach Auflösung der Pädagogischen Hochschule Berlin wurde Peter Rummenhöller 1980 an die Hochschule der Künste Berlin übernommen. Im Jahr 2004 wurde Peter Rummenhöller emeritiert.
Als ausgebildeter Pianist trat Peter Rummenhöller kammermusikalisch, manchmal unter dem Künstlernamen Peter Gallion, in Erscheinung. Er begleitete unter anderem Maurice Gendron und trat im Duo Quatre Mains in kommentierten Konzerten auf.

## Veröffentlichungen (in Auswahl)
- Romantik und Gesamtkunstwerk (Beiträge zur Geschichte der Musikanschauung im 19. Jahrhundert, herausgegeben von Walter Salmen, = Studien zur Musikgeschichte des 19. Jahrhunderts,  I. Regensburg 1965)
- Musiktheoretisches Denken im 19. Jahrhundert. Versuch einer Interpretation erkenntnistheoretischer Zeugnisse in der Musiktheorie (ebd. XII, 1967)
- Möglichkeiten neuester Chormusik (Ligeti: Lux Aeterna – Schnebel: Deuteronomium 31,6) (In: Der Einfluss der technischen Mittler auf die Musikerziehung unserer Zeit. Herausgegeben von E. Kraus, Mainz 1968)
- Die philosophischen Grundlagen in der Musiktheorie des 19. Jahrhunderts (in: Beiträge zur Theorie der Künste im 19. Jahrhundert I., herausgegeben von H. Koopmann und J.A. Schmoll gen. Eisenwerth, = Studien zur Philosophie und Literatur des 19. Jahrhundert XII, 1, Frankfurt am Main 1971)
- Musik als Verheißung. Zu einem kleinen Präludium von Johann Sebastian Bach (Zeitschrift für Musiktheorie IV, 1973)

Peter Rummenhöller gründete 1970 die Zeitschrift für Musiktheorie (ZfMth), die bis 1978 erschien.